# Myeloconis
Myeloconis är ett släkte av lavar. Myeloconis ingår i familjen Myeloconidaceae, ordningen Ostropales, klassen Lecanoromycetes, divisionen sporsäcksvampar och riket svampar.
| Myeloconis | \| \| Myeloconis erumpens \| \| \| \| |
|            | \| \| Myeloconis erumpens \| \| \| \| |
|            | Myeloconis erumpens                   |
|            |                                       |

|  | Myeloconis erumpens |
|  |                     |